# Тритенко Олексій Олександрович
Олексі́й Олекса́ндрович Трите́нко (нар. 11 грудня 1981, Запоріжжя, Українська РСР) — український актор театру та кіно.

## Життєпис
Коли він закінчив вчитися в школі, відбулися сімейні збори, на яких мама пропонувала стати йому бухгалтером, старший брат радив зайнятися міжнародними відносинами, батько запропонував запитати Олексія, ким він себе бачить. На що той відповів, що хоче бути актором. 2003 року закінчив Дніпропетровський театрально-художній коледж. Працював в Одеському російському театрі (2003—2004).
З 2004 року працював актором Київського академічного театру драми і комедії на лівому березі Дніпра. До цього актор кілька разів намагався влаштуватися в цей театр, і врешті-решт був прийнятий в трупу багато в чому завдяки своїй наполегливості та цілеспрямованості. Не звертаючи на це, актор припинив свою співпрацю з цим театром в 2018 році. З 2018 року — Олексій актор Київського академічного Молодого театру. Олексій спробував себе одного разу як режисер, знявши короткометражний фільм «Листи до батька» (рос. «Письма к отцу»). Короткометражний фільм був представлений публічно у 2017 році на Першому міжнародному кінофестивалі «Alanya International Film Festival» в курортному місті Аланія (Туреччина).

## Сім'я
Перша дружина — українська акторка Анастасія Тритенко (Карпенко) (розлучені)
Друга дружина — українська акторка Зоряна Марченко (розлучені)

## Фільмографія
- 2003 — Особисте життя офіційних людей (Росія, Україна) — Мурга
- 2004 — Торгаші (Україна) — епізод
- 2005 — Подруга особливого призначення (Україна) — охоронець Івана (В титрах — О. Тритенко)
- 2005—2006 — Сестри по крові (Україна, Росія) — епізод
- 2006 — Професор у законі (Україна) — Сутенер
- 2006 — Про це краще не знати (Росія, Україна) — епізод
- 2006 — Танго кохання (Україна) — Славік
- 2007 — Фабрика щастя (Україна) — епізод
- 2007 — Знак долі (Україна) — Олексій
- 2007 — Тримай мене міцніше (Україна) — епізод
- 2008 — Розлучниця (Росія, Україна) — Михайло
- 2008 — Право на Надію (Україна) — Аркадій, друг Івана
- 2008 — Тато напрокат (Україна, Росія) — ініціативний охоронець
- 2008 — Новорічна сімейка (Україна) — Костя
- 2008 — Ван Гог не винен (Україна) — художник
- 2009 — Хлібний день (Україна) — Жданов
- 2010 — Я тебе нікому не віддам (Росія, Україна) — Коля, шанувальник Рити
- 2010 — Мама напрокат (Росія, Україна) — епізод
- 2010 — Брат за брата (Росія, Україна) — Микола Горохов, співробітник ППС
- 2011 — Лють (Україна, Росія) — Жорик, бандит
- 2011 — Випадковий пасажир | Фільм № 1
- 2011 — Темні води — епізод
- 2011 — Кульбаба — постовий
- 2011 — Доярка з Хацапетівки 3 (Росія, Україна) — епізод
- 2011 — Повернення Мухтара-7 — Сергій Геннадійович Беспалов
- 2012 — Лист очікування (Росія, Україна) — Леонід
- 2012 — Брат за брата-2 (Росія, Україна) — Микола Горохов, співробітник ППС
- 2013 — Шеф поліції (Росія, Україна) — Борис Ігнатьєв, слідчий
- 2013 — Хайтарма | Qaytarma (Україна)
- 2013 — Поцілунок! (Україна) — Рома Бондарчук, брат Наташі
- 2013—2014 — Сашка (Україна) — Гоша
- 2013 — «Інь, і що з цим робити» — Костик
- 2014 — Вісім
- 2014 — Брат за брата-3 (Росія, Україна) — Микола Горохов
- 2014 — Вітряна жінка (Росія, Україна)
- 2014 — Коли ми вдома (Україна) — Андрій (дільничний міліціонер), чоловік Марини і друге маленьке дитя
- 2016 — Я кохаю свого чоловіка (Україна) — Вася (тренер)
- 2017 — Догори дриґом (Україна) — Роман Коваленко (лікар)
- 2018 — Крути 1918 (Україна) — Аверкій Гончаренко
- 2019 — Голем: Початок (Ізраїль) — Володимир
- 2019 — Чорний ворон (Україна) — чекіст Птіцин (Птах)
- 2021 — «Я працюю на цвинтарі» (Україна, Польща) — Віктор Федоренко, новий директор цвинтаря
- 2021 — «Я, Ніна» (Україна) — Андрій, чоловік Ніни
- 2023 — Мирний-21 (Україна) — Койот

## Нагороди
- Лауреат Національного рейтингу «Топ-100 видатних чоловіків Київщини» в номінації «Гордість Київщини»[2][3][4][5].

## Громадська позиція
У 2018 році підтримав звернення Європейської кіноакадемії на захист ув'язненого у Росії українського режисера Олега Сенцова.